# Tignes
Tignes és un municipi francès, situat al departament de la Savoia i a la regió d'Alvèrnia-Roine-Alps.

## Poblacions
Tignes abasta les poblacions de: Val Claret, Tignes-le-Lac, Le Lavachet Tignes, Les Boisses, Tignes-les-Brévières. Les tres primeres estan molt prop, a uns 2100 m, en canvi Els Boisses i Els Brevieres estan situades en la vall, per damunt i per sota de la presa. Els Brévières és l'únic poble realment antic, però tots els altres s'han creat com a part de la construcció i desenvolupament de les importants estacions d'esquí de la zona.

## Geografia
Grand Motte A causa de la presència de la glacera "Gran Motte", a Tignes es pot oferir esquí durant tot l'any. No obstant això, el nivell de gel de la glacera ha anat descendint durant els últims decennis havent de tancar, actualment, unes setmanes a l'any. En 2005 la glacera s'ha reduït al voltant de 25 metres en comparació del mesurament de 1982. Sembla probable que la glacera serà dividit en dues pels espolones de roca que estan començant a ser visibles.

## Esports
Esquí. La principal activitat econòmica de la zona se centra en l'aprofitament dels recursos naturals de la comuna amb equipaments específics per a les diferents esports de neu. Els inicis de la construcció de l'estació d'esquí es remunten després de la pèrdua de l'antic poble, quan es va decidir desenvolupar l'estació prop del major llac (Le Lac), prop la glacera de la Grand Motte. Els telecadires STGM són de 6 o 8 buits per a descongestionar les cues que anys després d'any segueixen augmentant. Tour de França: el 2007, Tignes va ser la final de la vuitena etapa del Tour de França. L'ascens des de Sainte-Foy-Tarentaise a la meta situada en el llac és d'uns 17,9 km de llarg, amb un desnivell del 5,5%.